# From the Witchwood
From the Witchwood è il quarto album degli Strawbs, pubblicato dalla A&M Records nel luglio del 1971. Il disco fu registrato nel febbraio e marzo 1971 all'Air Studios di Londra (Inghilterra).

## Tracce
Lato A
1. A Glimpse of Heaven – 3:50 (Dave Cousins)
2. Witchwood – 3:20 (Dave Cousins)
3. Thirty Days – 2:50 (John Ford)
4. Flight – 4:25 (Richard Hudson)
5. The Hangman and the Papist – 4:10 (Dave Cousins)

Lato B
1. Sheep – 4:15 (Dave Cousins)
2. Canon Dale – 3:40 (Richard Hudson)
3. The Shepherd's Song – 2:50 (Dave Cousins)
4. In Amongst the Roses – 3:45 (Dave Cousins)
5. I'll Carry on Beside You – 3:10 (Dave Cousins)

Edizione CD del 1998, pubblicato dalla A&M Records
1. A Glimpse of Heaven – 3:50 (Dave Cousins)
2. Witchwood – 3:23 (Dave Cousins)
3. Thirty Days – 2:52 (John Ford)
4. Flight – 4:24 (Richard Hudson)
5. The Hangman and the Papist – 4:11 (Dave Cousins)
6. Sheep – 4:14 (Dave Cousins)
7. Cannondale – 3:46 (Richard Hudson)
8. The Shepherd's Song – 4:34 (Dave Cousins)
9. In Amongst the Roses – 3:48 (Dave Cousins)
10. I'll Carry on Beside You – 3:09 (Dave Cousins)
11. Keep the Devil Outside – 3:04 (John Ford) – Bonus Track[3]

## Musicisti
- Dave Cousins - voce (brani: A1, A2, A5, B1, B2, B3, B4 e B5)
- Dave Cousins - chitarra (brani: A1, A4, A5, B1, B2, B3, B4 e B5)
- Dave Cousins - banjo (brani: A1 e A2)
- Dave Cousins - dulcimer (brano: A2)
- Dave Cousins - recorder tenore (brano: B2)
- Tony Hooper - voce (brani: A1, A3, A4, A5, B1, B2, B3, B4 e B5)
- Tony Hooper - autoharp (brano: A1)
- Tony Hooper - tamburello (brani: B2 e B5)
- Tony Hooper - chitarra (brani: A2, A3, A4, A5, B1, B2, B3, B4 e B5)
- Rick Wakeman - organo (brani: A1, A5, B1, B2 e B5)
- Rick Wakeman - celeste (brano: A1)
- Rick Wakeman - clarinetto (brano: A2)
- Rick Wakeman - pianoforte (brani: A4, B2, B3 e B5)
- Rick Wakeman - pianoforte elettrico (brano: A4)
- Rick Wakeman - sintetizzatore moog (brani: B1 e B3)
- Rick Wakeman - clavicembalo (brani: B2 e B4)
- Rick Wakeman - mellotron (brano: B3)
- John Ford - voce (brani: A2, A3, A4, B1, B2, B3 e B4)
- John Ford - basso
- Richard Hudson - voce (brani: A3, A4, B2, B3 e B4)
- Richard Hudson - batteria (brani: A1, A2, A3, A4, A5, B1, B3 e B5)
- Richard Hudson - sitar (brani: A3, B2 e B3)[4]